# Petr Just
Petr Just (* 12. července 1978 Trutnov) je český politolog a vysokoškolský pedagog. Vyučuje na Institutu politologických studií Fakulty sociálních věd Univerzity Karlovy v Praze, dále je vedoucím Katedry politologie a anglofonních studií Metropolitní univerzity Praha. Je spoluzakladatelem Česko-slovenské unie studentů politických věd (CPSSU). V roce 2008 byl prorektorem Metropolitní univerzity Praha.
V pedagogické činnosti se zaměřuje na oblast komparativní politologie, tedy popis a porovnávání politických systémů zejména Československa, České republiky, Slovenska a dalších zemí střední Evropy, a zabývá se také politickým systémem USA.
Pravidelně spolupracuje s českými médií (například zpravodajským kanálem ČT24), publikuje v mnoha periodikách.

## Publikace
- Kontaktní ambasády NATO – nová dimenze zahraniční politiky ČR (2000–2005), Petr Just a Petr Zlatohlávek, rok vydání: 2005
- Levice v České republice a na Slovensku 1989-2009 / Jan Bureš, Jakub Charvát, Petr Just a kolektiv, rok vydání: 2010
- První přímá volba prezidenta ČR v roce 2013 : cesta k jejímu zavedení a okolnosti a politické důsledky první přímé volby / Jakub Charvát, Petr Just a kol., rok vydání 2014
- Krize politického stranictví a noví straničtí aktéři v české politice / Jakub Charvát, Petr Just, rok vydání: 2016
- Pod Tatrou sa blýska : strany, vlády a koalice na Slovensku v letech 2006 až 2016 / Petr Just, rok vydání: 2018
- Bureš, Jan - Just, Petr (2010). The origin of the Czech and Slovak pluralist party system
- Hladká, Malvína - Just, Petr (2003). Cesta k přímé volbě prezidenta na Slovensku
- Just, Petr - Drhová, Zuzana - Vajdová, Zdena (2006). Level and type of civic participation in political and social activities
- Just, Petr - Matyáš, Michal (2004). Kraje čtyři roky 'po' se potýkají zejména s nedostatkem financí
- Just, Petr (2004). Česká republika vstoupila do Evropské unie s resty
- Just, Petr (2004). Frakce v Evropském parlamentu : Aliance liberálů a demokratů pro Evropu
- Just, Petr (2004). Frakce v Evropském parlamentu : Evropská strana lidová - Evropští demokraté
- Just, Petr (2004). Frakce v Evropském parlamentu : Strana evropských socialistů
- Just, Petr (2004). Historie doplňovacích voleb do Senátu
- Just, Petr (2004). Hodnotenie vlády a opozície v krajinách V4
- Just, Petr (2004). Kdo se chystá do Evropské komise?
- Just, Petr (2004). Nebraska : unikameralizmus v americkej politike
- Just, Petr (2004). Obhajující senátoři ve volbách většinou štěstí nemají
- Just, Petr (2004). Poslanci Evropského parlamentu zvolení za Českou republiku
- Just, Petr (2004). Referenda na Slovensku
- Just, Petr (2004). Slovenská republika
- Just, Petr (2004). Slovenské školství na rozcestí
- Just, Petr (2004). Slovensko a volby do Evropského parlamentu
- Just, Petr (2004). Zastoupení České republiky v institucích Evropské unie
- Just, Petr (2004). Zelení pokračují v nastoupeném kurzu
- Just, Petr (2004). Ženy v parlamentu v meziválečném Československu : komparace se Spojenými státy americkými a Švédskem
- Just, Petr (2005). Evaluation of current Czech party system and its future prospects
- Just, Petr (2005). Knihovna Informačního centra o NATO
- Just, Petr (2005). Združenie robotníkov Slovenska ve vládní koalici 1994-1998
- Just, Petr (2006). Koaliční vládnutí na Slovensku 1990-2002
- Just, Petr (2006). Selected problems of self-government in the Czech Republic and Slovakia : a comparison of the creation of bodies of self-governing regions
- Just, Petr (2006). Senát v roce 10
- Just, Petr (2007). Language problems as the conflict issues in Slovak-Hungarian relations